# Carlos Blanco Moreno
Carlos Blanco Moreno, más conocido como Carlos Blanco (Barcelona, 6 de enero de 1996) es un futbolista español que juega de defensa central en la Unió Esportiva Sant Andreu de la Segunda División RFEF.

## Carrera deportiva
Tras pasar por las categorías inferiores del UE Cornellà entre 2002 y 2004 y las del Real Club Deportivo Español entre 2004 y 2006, Carlos Blanco, jugó ocho años en las categorías inferiores del Fútbol Club Barcelona, destacando hasta el punto de ser fichado por la Juventus de Turín ese año.
Con la Juventus llegó a debutar con el primer equipo, llegando a completar la pretemporada 2016-17 con el club bianconero. En esta pretemporada marcó su gol más famoso con la escuadra italiana; un disparo desde 50 metros que le dio el empate a la Juventus frente al Melbourne Victory en la International Champions Cup. A pesar de todo, se tuvo que marchar cedido al FC Lausanne-Sport en búsqueda de minutos. Sin embargo, en Suiza tampoco gozó de protagonismo.
Tras su vuelta a la Juve, decidió marcharse del club italiano, recalando en el Club Gimnàstic de Tarragona de la Segunda División de España, debutando el 5 de septiembre de 2017 contra el Club Deportivo Lugo en Copa del Rey, y siendo en el mercado invernal, de esa temporada, cedido al Betis "B" de la 2.ª B G. IV.
En verano de 2018 llegó libre al Villarreal Club de Fútbol "B" de la Segunda División B de España, donde disputaría dos fases de ascenso a Segunda División.
En 2020 se marchó al Marbella F. C., también de Segunda División B, en donde sólo estuvo una temporada, fichando en verano de 2021 por el C. D. Alcoyano de la recién creada Primera División RFEF.
El 1 de septiembre de 2022, firma por la U. E. Cornellà de la Primera División RFEF. Jugó un total de 21 encuentro con el club catalán.
En la temporada 2023-24 firmó con el San Fernando CD de Primera Federación.
Tras el descenso del club gaditano, el 27 de julio de 2024 fichó por el Sestao River también de la Primera División RFEF.
En junio de 2025 ficha por la Unió Esportiva Sant Andreu.

## Clubes
| Club                                  | País   | Año                  |
| ------------------------------------- | ------ | -------------------- |
| Juventus FC                           | Italia | 2016 - 2017          |
| FC Lausanne-Sport                     | Suiza  | 2016 - 2017 (cedido) |
| Club Gimnàstic de Tarragona           | España | 2017 - 2018          |
| Betis "B" (cedido)                    | España | 2018                 |
| Villarreal "B"                        | España | 2018 - 2020          |
| Marbella F. C.                        | España | 2020 - 2021          |
| C. D. Alcoyano                        | España | 2021 - 2022          |
| U. E. Cornellà                        | España | 2022 - 2023          |
| San Fernando CD                       | España | 2023 - 2024          |
| Sestao River cedido al C. D. Alcoyano | España | 2024 - 2025          |
| UE Sant Andreu                        | España | 2025 - Actualidad    |